# Cyanicula gertrudeae
Cyanicula gertrudeae är en orkidéart som först beskrevs av Carl Hansen Ostenfeld, och fick sitt nu gällande namn av Stephen Donald Hopper och Andrew Phillip Brown. Cyanicula gertrudeae ingår i släktet Cyanicula, och familjen orkidéer. Inga underarter finns listade i Catalogue of Life.